# ナミビア時間
| 黒 | UTC-1: | （CVT）- カーボベルデ時間    |                            |
| 緑 | UTC+0: | （WET）- 西ヨーロッパ時間    | （GMT）- グリニッジ標準時  |
| 青 | UTC+1: | （CET）- 中央ヨーロッパ時間  | （WAT）- 西アフリカ時間    |
| 青 | UTC+1: | （WEST）- 西ヨーロッパ夏時間 |                            |
| 赤 | UTC+2: | （CAT）- 中央アフリカ時間    | （EET）- 東ヨーロッパ時間  |
| 赤 | UTC+2: | （SAST）- 南アフリカ標準時   | （WAST）- 西アフリカ夏時間 |
| 黄 | UTC+3: | （EEST）- 東ヨーロッパ夏時間 | （EAT）- 東アフリカ時間    |
| 灰 | UTC+4: | （MUT）- モーリシャス時間    | （SCT）- セーシェル時間    |

ナミビア時間（ナミビアじかん）では、ナミビアで使用されている標準時について記す。ナミビアは現在、中央アフリカ時間（UTC+2）を使用している。夏時間はない。2017年9月以前は西アフリカ時間を使用していた。
1990年に独立した際は旧宗主国である南アフリカ共和国の標準時を維持した。しかし、この標準時では子供の登校時間が日の出前になるという問題があった。そのため、1993年にナミビア標準時法案が通過し、世界でも数少ない冬時間を実施することとなり、冬期には従来の時刻よりも1時間遅らせるようになった。北東部のザンベジ州のみUTC+2の時間帯にとどまった。2010年代にナミビアの標準時に対する批判が起きた。これは主に隣国である南アフリカやナミビアの主要貿易相手国との標準時の非互換性、そして北東部のカプリビ回廊との時差で生じる問題に対するものであった。
公開協議の後、2017年ナミビア標準時法案は同年2月に国民議会で審議され、8月に国民評議会で可決した。

## 歴史

### 1994年まで
ナミビアの独立後、南アフリカ統治時代に制定された標準時を維持し、国内は単一の標準時を使用した。日の出前に学校に通っている子供たちの安全のために、1992年に標準時変更についての議論が国会で開始され、1993年11月10日にナミビア標準時法案（1993年第39号）として提案された。この法案はナミビアの標準時を定めたものである。

### 1994年から2017年
1994年から2017年までは冬時間を実施した。この期間、ナミビアの標準時は、夏期はUTC+2、冬期はUTC+1を使用した。冬時間の期間は、4月の第1日曜日の03:00（WAT）から9月の第2日曜日であった。北東部のザンベジ州では、夏時間を実施せず、中央アフリカ時間を通年使用したため、冬にはナミビア国内に2つの時間帯が存在していた。
ナミビアは、夏時間の代わりに冬時間を実施する数少ない国の1つであった。アイルランドでは1971年以来、冬時間を実施している一方、チェコスロバキアは1946年のみ実施した。一般的に夏時間制度は、冬期の時間を通常の時間として、夏期に時刻を1時間進める。しかし、冬時間制度は夏期の時間を通常の時間として、冬期に時刻を1時間遅らせる。ただし、これはどの季節の時間を基準にするかという違いのため、一般的には夏時間と同じであると見做される。しかし、夏時間は昼間の時間の有効活用を目的としているのに対し、冬時間は子供の登下校時の安全確保を目的としているところに違いがある。
夏時間として見做された場合、ナミビアはアフリカでUTC+1とUTC+2を併用する唯一の国であった。中央ヨーロッパ時間と中央ヨーロッパ夏時間もUTC+1とUTC+2を使用しているが、夏時間の実施期間は南半球にあるナミビアと反対である。そのためナミビアの冬時間が実施されたとき、ヨーロッパ諸国の多くは中央ヨーロッパ夏時間を使用していた。

### 2017年から
2010年代には、標準時における南アフリカやナミビアの主要貿易相手国との非互換性、生産性の低下を理由に、企業や個人からの繰り返し冬時間廃止が叫ばれた。これにより、内務省および移民局による公式調査が行われた。世論調査では、対象者3507人のうち97％がUTC+2の採用を支持し、約88％が冬時間廃止を支持した。この結果を受けてイーヴラ・イターナ内務大臣は2017年2月にその旨の新しい法案を提案した。内務省は、討議が進行中であることから、冬時間の実施は2017年いっぱいは継続すると述べた。
国民評議会は2017年8月に2017年ナミビア標準時法案を通過し、1993年の法律を廃止した。

## IANA time zone database
IANA time zone databaseのzone.tabには、ナミビアの標準時が1つ含まれている。
| 国コード | 座標        | TZ              | 注釈 | 協定世界時との差 | 夏時間 | 備考 |
| -------- | ----------- | --------------- | ---- | ---------------- | ------ | ---- |
| NA       | −2234+01706 | Africa/Windhoek |      | +02:00           | +02:00 |      |